# Rasul Khadem Azgadhi
Pour les articles homonymes, voir Khadem.
Rasul Khadem Azgadhi est un lutteur iranien spécialiste de la lutte libre né le 18 mars 1972 à Mashhad. Il est le frère d'Amir Reza Khadem Azgadhi.

## Biographie
Lors des Jeux olympiques d'été de 1992, il remporte la médaille de bronze et lors des Jeux olympiques d'été de 1996, il remporte le titre olympique en combattant dans la catégorie des moyens. Au cours de sa carrière, il remporte  le titre de champion du monde en 1994 et en 1995 puis une médaille d'argent lors des Championnats du monde de 1998.